# Shy Dwarf
Shy Dwarf (nebo též Plachý trpaslík) je krátká plošinovka od českého studia Amanita Design. Jedná se o projekt Jaromíra Plachého. Hra vyšla v roce 2009, několik měsíců před hrou Machinarium.

## Hratelnost
Jedná se o abstraktní plošinovku. Hráč ovládá titulní postavu na cestě do neznáma. V každém úrovni je cílem dostat se k červené kostce, což jej dostane do další úrovně. Jakmile hráč hru dokončí, tak se trpaslík dostane domů do postele.